# Saint-Vérain
Saint-Vérain är en kommun i departementet Nièvre i regionen Bourgogne-Franche-Comté i de centrala delarna av Frankrike. Kommunen ligger i kantonen Saint-Amand-en-Puisaye som tillhör arrondissementet Cosne-Cours-sur-Loire. År 2022 hade Saint-Vérain 369 invånare.

## Befolkningsutveckling
Antalet invånare i kommunen Saint-Vérain
| Referens: INSEE |